# Cantó de Valerauga
El cantó de Valerauga és un cantó francès del departament del Gard, a la regió d'Occitània. Està inclòs al districte de Le Vigan, té 3 municipis i el cap cantonal és Valerauga.

## Municipis

El cantó de Valleraugue

- Nòstra Dama de la Rovièira
- Sent Andrieu de Magencolas
- Valerauga